# Oxyaeida
Oxyaeida is een geslacht van rechtvleugeligen uit de familie veldsprinkhanen (Acrididae). De wetenschappelijke naam van dit geslacht is voor het eerst geldig gepubliceerd in 1914 door Bolívar.

## Soorten
Het geslacht Oxyaeida omvat de volgende soorten:
- Oxyaeida baccettii Otte, 1995
- Oxyaeida brachyptera Miller, 1929
- Oxyaeida carli Bolívar, 1914
- Oxyaeida kebreabstretchi Jago, 1994
- Oxyaeida poultoni Ramme, 1929